# دختری که بوسیدن را اختراع کرد
دختری که بوسیدن را اختراع کرد (به انگلیسی: The Girl Who Invented Kissing) فیلمی محصول سال ۲۰۱۷ و به کارگردانی تام سیرچیو است. در این فیلم بازیگرانی همچون وینسنت پیازا، دش میهوک، سوکی واترهاوس، لوک ویلسون، ابی کورنیش و جانی مسنر ایفای نقش کرده‌اند.